# Satake Yoshiatsu
Satake Yoshiatsu (佐竹 義敦, né le 24 novembre 1748 à Edo, mort le 6 juillet 1785) est un des daimyōs du domaine d'Akita et le fondateur de l'école Akita ranga, partie du plus large ensemble de l'étude de l'art occidental. Il est habituellement connu sous son nom de plume, « Satake Shozan » (佐竹 曙山).
Avec son obligé, Odano Naotake, Yoshiatsu peint dans le style hollandais et écrit trois traités sur les techniques de peintures européennes, y compris la description de la perspective. Il est aussi élève de l'érudit Hiraga Gennai, spécialiste des « études hollandaises » (rangaku), qu'il invite à Akita pour que celui-ci le conseille sur l'administration des mines de cuivre du domaine (Akita est à cette époque la principale source de cuivre de l'archipel et au-delà).

## Source de la traduction
- (en) Cet article est partiellement ou en totalité issu de l’article de Wikipédia en anglais intitulé « Satake Yoshiatsu » (voir la liste des auteurs).